# Friedrich Jacob Merck
Friedrich Jacob Merck (* 18. Februar 1621 in Schweinfurt; † 1678 in Darmstadt) war ein deutscher Apotheker und Gründer der Engel-Apotheke, die den Grundstein für die pharmazeutischen Unternehmen Merck KGaA und MSD Sharp & Dohme bildet.

## Leben
Friedrich Jacob Merck ist der Sohn von Johann Merck (1573–1642), einem angesehenen Schweinfurter Gastwirt, der den Gasthof „Zum schwarzen Bären“ betrieb und im Rat der Stadt mitwirkte. In seiner Heimatstadt Schweinfurt ging Friedrich Jacob Merck in der Ratsapotheke in die Lehre. 1641 – sieben Jahre vor dem Ende des Dreißigjährigen Kriegs – verließ er im Alter von 20 Jahren Schweinfurt, da er in seiner Heimatstadt beruflich nicht vorankam. Er ging unter anderem nach Danzig, wo er Provisor der Hofapotheke wurde. In Wesselburen wurde er Besitzer einer Apotheke. Im Laufe der Jahre – der genaue Zeitpunkt ist nicht bekannt – kam er nach Darmstadt. 1668 erwarb er dort die 14 Jahre zuvor gegründete Zweite Stadtapotheke, die spätere Engel-Apotheke, mit Haus und Hof. Am 26. August 1668 wurde Friedrich Jacob Merck das Apothekenprivileg ausgestellt. In der Urkunde heißt es:

„… der Ordnung gemeeß mit guten frischen, zu ein- oder anderen Curen dienlichen Medicamentis versehen, daß kein Mangel erscheine.“

Friedrich Jacob Merck starb 1678 ohne Nachkommen. Schon zu Lebzeiten hatte er seinen Neffen Georg Friedrich Merck als seinen Nachfolger bestimmt. 

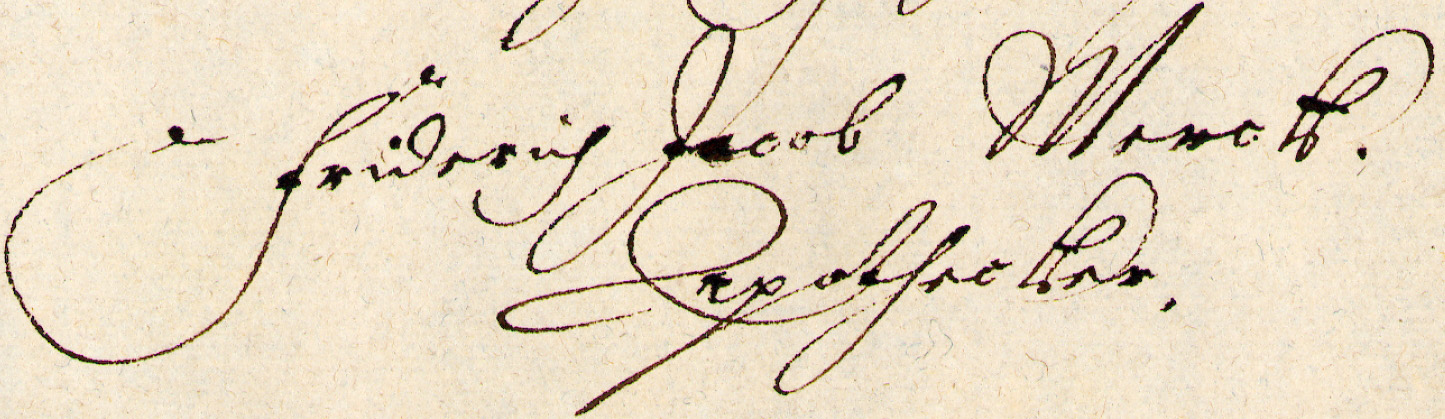
Unterschrift des Friedrich Jacob Merck